# МБР-2

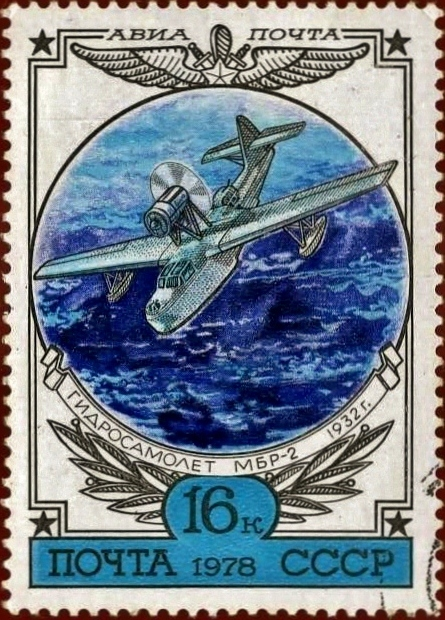
МБР-2 на советской марке

МБР-2 (Морской Ближний Разведчик Второй) — советская летающая лодка (по кодификации НАТО: Mote — «Соринка»).
Самолёт разработан в ЦКБ МС под руководством Г. М. Бериева. Активно применялся в период второй мировой войны в качестве патрульного, транспортного, разведчика, спасательного, ночного бомбардировщика. Имел прозвище — «Амбарчик» и «корова».

## История создания
Гидросамолет МБР-2 — первый серийный самолет, созданный под руководством Г. М. Бериева. В то время была велика потребность в гидросамолётах, в том числе морских ближних разведчиках. Первоначально по проекту самолет был цельнометаллический, но дефицитный алюминий использовался исключительно при создании тяжёлых бомбардировщиков. В связи с этим было принято решение сделать МБР-2 деревянным. В таком виде он был одобрен техническим советом и был рекомендован к испытаниям и производству.
Проектирование самолёта началось в 1931 году под индексом ЦКБ-25. Первая опытная машина строилась в Москве на заводе №39. Прототип впервые поднялся в небо 3 мая 1932 года.
Испытания машины показали, что МБР-2 обладал хорошими лётно-техническими характеристиками, которые намного превосходили показатели зарубежных машин подобного типа.
Испытания головного экземпляра и серийных машин (1934—1937) проводил лётчик-испытатель, комбриг А. А. Ульсен.
Руководством страны самолёт был рассмотрен 5 августа 1933 года, когда у Сталина прошло совещание, на котором был затронут вопрос о морской авиации.
Из-за интриг с А. Н. Туполевым, который продвигал свой гидросамолёт МДР-2, решение о принятии на вооружение МБР-2 было отложено. Бериеву предложили в виде альтернативы переделать свою машину в пассажирский вариант, рассчитывая, что его удастся легче внедрить в серию. Но в первой половине 1933 года отношение к гидросамолету поменялось, и в августе 1933 года МБР-2 принимают на вооружение.
Серийный выпуск МБР-2 осуществлялся на заводе № 31 в Таганроге. Первая машина была готова в июле 1934 года. Пик выпуска самолёта пришелся на 1937 и 1938 гг. Производство прекратилось во второй половине 1940 года. В общей сложности изготовлено 1365 МБР-2, включая пассажирские МП-1. Таким образом, эта летающая лодка стала самым массовым гидросамолетом советского производства.
|       |                    | 1934 | 1935 | 1936 | 1937 | 1938 | 1939 | 1940 | Всего |
| ----- | ------------------ | ---- | ---- | ---- | ---- | ---- | ---- | ---- | ----- |
| МБР-2 | № 31 (Таганрог)    | 193  | 95   | 109  | 360  | 364  | 192  | 38   | 1351  |
| МП-1  | № 45 (Севастополь) | 4    | 10   |      |      |      |      |      | 14    |

## Конструкция
Одномоторный деревянный свободнонесущий моноплан с двухреданной лодкой, имеющий большую поперечную килеватость. Это обеспечивало самолету хорошую мореходность и способность садиться и взлетать при высоте волны до 0,7 м.[3] Экипаж три человека: летчик, штурман-летнаб и воздушный стрелок-радист.
- Фюзеляж — двухреданная лодка с килевым днищем. Конструкция цельнодеревянная — материал ясень, сосна и липа. Обшивка — березовая фанера, на которую наклеено полотно. Лодка была разделена водонепроницаемыми перегородками на пять отсеков. Первый отсек — кабина штурмана со стрелковой установкой, там же был расположен люк для бомбового прицела и приспособление для крепления якоря. Второй отсек — кабина пилота, закрытая сверху фонарем. Третий отсек — дополнительные бензиновые баки и дополнительный бак масла. Четвертый отсек — стрелковая установка и мотокомпрессор для запуска двигателя. Пятый отсек — хвостовой пустой. В реданной части лодка имеет двойное дно.[3]
- Крыло — двухлонжеронное, состоит из центроплана и двух отъёмных частей. Центроплан цельнодеревянный. Каркасом является силовой кессон, состоящий из лонжеронов, нервюр и работающей обшивки. Отъёмные части крыла состоят из деревянного носка и центральной части, имеющий в конце герметичный отсек, а также двух отъёмных дюралевых задних отсеков. На дюралевых законцовках установлены аэронавигационные огни. На крыле установлены двухсекционные элероны и щитки-закрылки. На консолях крыльев закреплены подкрыльевые неубирающиеся цельнодеревянные поплавки.[3]
- Хвостовое оперение — состоит из стабилизатора, киля и рулей направления и высоты. Стабилизатор — подкосный с изменяемым в полете углом установки. Стабилизатор и руль высоты имеют дюралевый каркас и полотняную обшивку покрытую аэролаком. Нижняя часть киля деревянная является частью фюзеляжа, верхняя часть цельнометаллическая, оклеенная поверх дюралевой обшивки полотном и покрытая специальным лаком. Руль направления цельнометаллический, оснащен триммером.[3]

- Шасси — колесно-лыжное с задним костылем. Основная опора шасси включает амортизационную стойку, полуось и подкос, которые крепятся к кронштейнам на центроплане и бортах лодки. Для передвижения по площадке, спуску на воду и подъему на берег самолет устанавливали на две тележки: основную, устанавливаемую под передний редан и хвостовую. Шасси устанавливалось при эксплуатации самолета с земли. В зимнее время самолет оборудовался лыжным шасси.[3]
- Управление — двойное, штурвалы расположены на одной колонке. К стабилизатору и рулю направления проводка тросовая, к рулю высоты и элеронам полужесткая, состоящая из стальных тросов и трубчатых тяг.[3]
- Силовая установка — поршневой двигатель жидкостного охлаждения АМ-34Н мощностью 750 л. с. Винт двухлопастный, толкающий с изменяемым на земле шагом, диаметр 3 м. Двигатель крепился на стойках над центропланом. Топливо размещалось в двух основных баках, расположенных в центроплане, емкостью 670 л и в двух дополнительных съемных лодочных баках емкостью 460 л. Запуск двигателя производился при помощи сжатого воздуха из баллона или от пускового мотокомпрессора.[3]
- Вооружение — два пулемета калибра 7,62 мм на турелях с боекомплектом по 1000 патронов на пулемет. На наружной подвеске — бомбы общей массой до 500 кг.[3]

## Варианты
- МБР-2-М-17 — с двигателем М-17б (первоначально БМВ-VIф) — серийный. Выпускался таганрогским авиационным заводом с 1934 года. Самолётов МБР-2-М-17 было изготовлено примерно треть от всего парка.[2]
- МБР-2ВУ-М-17 — самолёт волнового управления (водитель радиоуправляемых катеров) — серийный. Предназначался для радионаведения торпедных катеров со взрывчаткой на боевые корабли противника. Оборудовался аппаратурой «Спрут», а с 1938 года — «Вольт-Р». Экипаж — 5 чел. Кабина радиооператоров была размещена за кабиной пилотов. С 1937 года на всех флотах СССР были сформированы эскадрильи этих самолётов, просуществовавшие до конца войны, хотя по своему прямому предназначению эти самолёты практически не применялись.[4]
- МП-1 — пассажирский гидросамолет — серийный. Гражданский вариант гидросамолета. Вооружение было снято. Салон имел отделку и был оборудован шестью креслами. Это был первый комфортабельный советский гидросамолет. МП-1 был окрашен в сине-бирюзовый цвет и обслуживал авиалинию Ялта — Одесса.[4]
- МП-1Т — транспортный гидросамолет (переоборудовались из МБР-2-М-17) — серийный. Было снято вооружение и некоторое оборудование, установлены приспособления для транспортировки грузов. Самолет использовался в полярной авиации, для аэрофотосъёмки, ледовой и рыбной разведки, а также для изыскательских работ в Сибири.[4]
- МБР-2 М-34 (также называемый МБР-2бис) — с двигателем М-34 (с 1937 он назывался АМ-34) — применялся двигатель без редуктора в двух вариантах: с нагнетателем АМ-34НБ и без него АМ-34Б. Отличался формой вертикального оперения — скругленной и суженной к верху — серийный; Кабина пилота была закрытой. В начале 1937 года был запущен в серийное производство. В варианте «Амфибия» с постоянно установленным колесном шасси мог взлетать и садиться на грунт и на воду.[4]
- МБР-2ВУ-М-34 — самолёт-водитель радиоуправляемых катеров с мотором М-34 — серийный
- МП-1бис — пассажирский гидросамолет — серийный, на него также устанавливался двигатель М-34. Особенностью самолёта было размещение аппаратуры для аэрофотосъёмки, для работы которого в корпусе был устроен специальный герметичный люк. От НКПС поступил заказ на пять таких машин, которые были поставлены в 1937 году. Позже дополнительно было заказано ещё два самолёта, они в 1939 году поступили на службу в НКПС. Эта техника обслуживала задачи проектирования и строительства Байкало-Амурской магистрали[1]; Пассажирская кабина была достаточно комфортабельна: шесть удобных кресел, освещение, вентиляция, звукоизоляция. Эти самолеты эксплуатировались на реках Сибири, Дальнего Востока, Урала, летали на регулярных рейсах Крайнего Севера, Черноморского побережья.[4]
- МБР-2-М-103 с двигателем М-103 и металлическим трехлопастным винтом с изменяемым шагом. Отрабатывался опытный двигатель М-103 и его топливная и масляная система для строящегося самолета МБР-7.[3]В серии не был — из-за опытного двигателя.
- МБР-2 бис «Полярный» — создавался специально для полярной авиации. Самолет имел утепленную кабину с обогревателем и усиленное днище лодки. Поступили в полярную авиацию в 1934 году и эксплуатировались в районах Крайнего Севера до конца 40-х годов.[4]

## Эксплуатация
В конце 30-х годов летающие лодки Бериева были основными гидросамолётами советской морской авиации. МБР-2 были прочны, надежны, просты в пилотировании и обладали хорошей мореходностью. Простая деревянная конструкция позволяла техническому составу производить ремонт любой сложности непосредственно в частях. Однако дерево требовало специального ухода.
Самолёт после каждого вылета (и, соответственно, посадки на воду) требовал просушки — техники в водозащитном обмундировании выталкивали самолёт на сушу, где на побережье разводились костры, которыми прогревали песок, мешками с которым обкладывали корпус самолёта, использовали также электролампы, горячий сжатый воздух или бидоны с горячей водой. Для просушки корпуса требовалось несколько часов, после чего самолёт был готов к вылету.

## Боевое применение
Поставки МБР-2 в строевые части Черноморского и Балтийского флотов начались во второй половине 1934 года, а в следующем 1935 году МБР-2 стали поступать на Тихоокеанский флот, 1937 году — на Северный флот. В 1939 году МБР-2 поступили в авиационные части погранвойск НКВД.  
В 1938 году МБР-2 Тихоокеанского флота принимали участие в обеспечении боевых действий у озера Хасан. Они вели разведку в Японском море, на подступах к Владивостоку и Посьету. Боевых столкновений с противником зафиксировано не было.
К началу советско-финской войны в составе ВВС Балтийского флота было 124 гидросамолета, также в конфликте принимали участие самолёты и экипажи 118-го отдельного разведывательного авиаполка Северного флота. В течение всей войны МБР-2 вели разведку устья Финского залива и северной части Балтийского моря, привлекались для борьбы с финским судоходством и бомбовым ударам по наземным объектам, а также для поисково-спасательных операций. Большинство МБР-2 были поставлены на лыжи и действовали с сухопутных аэродромов.
Боевые потери Балтийского флота составили в ту войну 12 МБР-2, а Северный флот потерял 14 — но по небоевым причинам (самолеты из-за халатности механиков сгорели в ангаре).

### Вторая мировая война

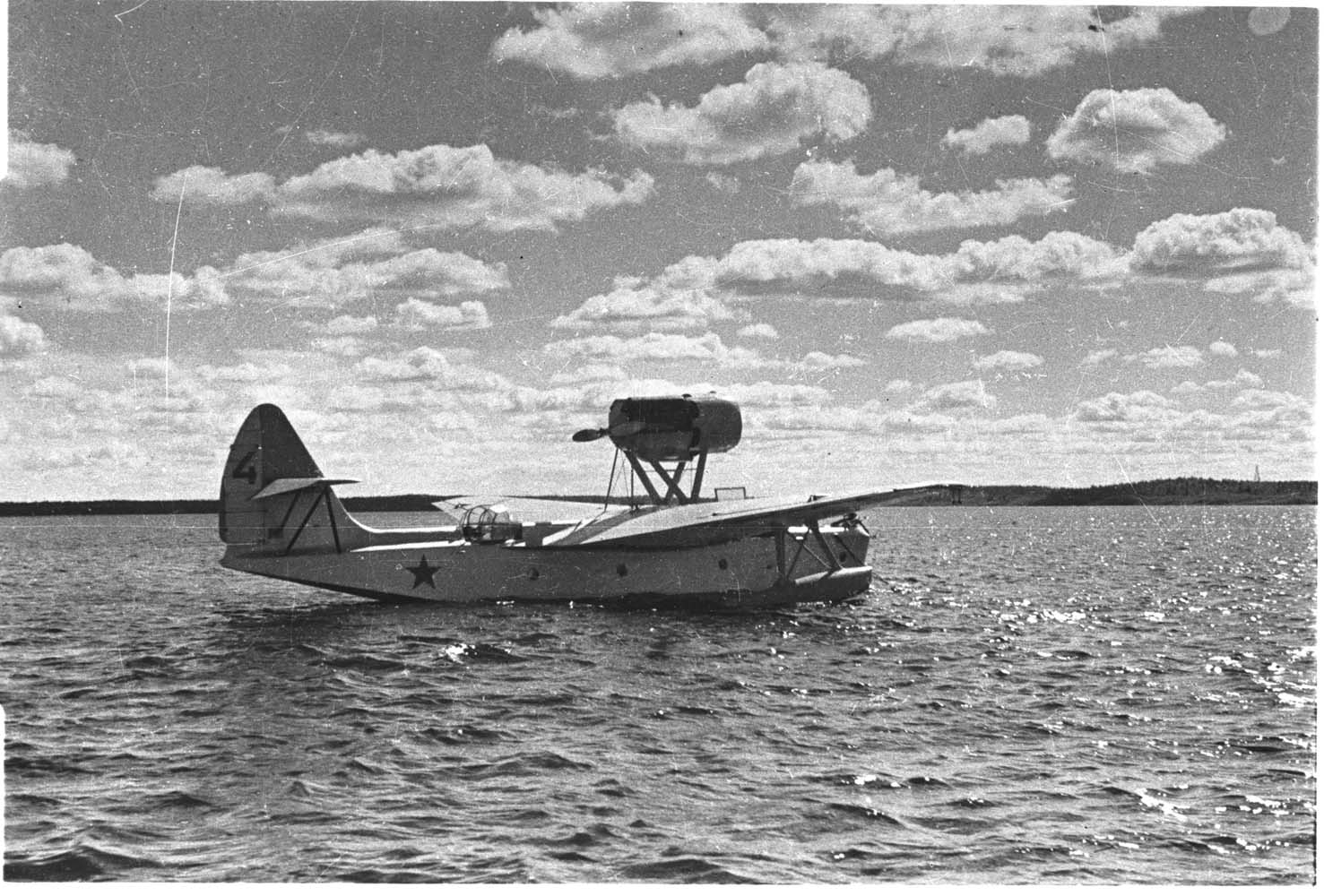
Гидросамолёт МБР-2 ВВС Северного флота в водах Кольского залива. 1942 г.

К началу Великой Отечественной войны ВВС Северного флота в составе 118-го отдельного разведывательного полка и 49-й отдельной эскадрильи имелось 49 МБР-2. На Балтике находился 151 МБР-2 в составе 15-го морского разведывательного полка и шести отдельных эскадрилий. На Черном море к началу войны находилось 139 МБР-2 в составе 119-го МРАП и пяти отдельных эскадрилий, также эти самолеты имела и дислоцировавшаяся под Одессой 7-я эскадрилья погранвойск НКВД.
- На Северном флоте МБР-2 применялись для нанесения бомбовых ударов, противолодочного патрулирования, ведения ледовой разведки и проводки конвоев.
- На Балтике с первых дней войны МБР-2 привлекались для поддержки наземных частей. В отличие от Севера, над Балтикой активно действовали вражеские истребители и тихоходные МБР-2 несли существенные потери, поэтому постепенно их стали использовать только в качестве ночных бомбардировщиков. К началу сентября 1941 года ВВС Балтийского флота потеряли примерно 2/3 имевшихся МБР-2. В последующем балтийские МБР-2 систематически привлекались к ночным ударам по аэродромам противника — за всю войну на этих самолётах совершено 678 таких боевых вылетов. С января по март 1942 года МБР-2 привлекались для снабжения отрядов морской пехоты, занявших острова Гогланд и Большой Тютерс. С 1944 года активное применение этих самолётов на Балтике было прекращено.
- На Чёрном море на начальном этапе войны МБР-2 применялись для минных постановок, при поддержке наземных войск и блокированию судоходства в дельте Дуная, обеспечение кораблей флота при переходе морем (ведение разведки и корректировки огня). При обороне Севастополя была сформирована Севастопольская авиагруппа. Наряду с другими частями в её состав вошли 16-я и 64-я ОМРАЭ (26 МБР-2), базировавшиеся в бухтах Матюшенко и Голландия. Эти машины по ночам бомбили передовые позиции противника, железнодорожную линию, но особое внимание уделялось аэродромам Саки и Сарабуз. К июлю 1942 года половина парка МБР-2 Севастопольской группы была выбита. С конца 1942 года экипажи МБР-2 решают задачи противолодочной обороны, сопровождая конвои судов на переходе морем и патрулируя 40-мильную прибрежную зону.

На Черном море отмечены единственные попытки применить по прямому назначению самолеты-водители радиоуправляемых катеров МБР-2ВУ. 22 июля 1943 года такой самолет пытался вывести в атаку на порт Анапу катер ТКА-61, но тот самопроизвольно взорвался, не дойдя до цели несколько сот метров. Аналогичным образом закончилась попытка применить катер ТКА-41 по порту Камыш-Бурун — 16 декабря катер взорвался и затонул в 1,5 милях от цели.
Со второй половины войны МБР-2 Черноморского флота активно применялись для поисково-спасательных операций на море, подбирая самостоятельно экипажи кораблей и самолётов либо наводя на них катера. 
В 1943 году самолёты МБР-2 Каспийской военной флотилии бомбили здание обкома ВКП(б) Калмыкской АССР, в котором в то время располагался штаб немецкой дивизии.  
- Тихоокеанский флот к июню 1941 года располагал наибольшим количеством МБР-2 — 218 единиц. За годы войны часть самолётов была списана, часть передана на пополнение парка воюющих частей на западе. В результате, к августу 1945 года в составе ВВС ТОФ числилось 146 МБР-2: 48-й ОМРАП, 115-й ОМРАП, несколько отдельных эскадрилий и звеньев, в том числе семь звеньев волнового управления, а также эскадрилья из 10 МБР-2 в составе 2-го полка НКВД на Камчатке. Во время скоротечной японской кампании МБР-2 применялись для бомбовых ударов, в том числе и днём (при полном отсутствии ПВО противника), ведению разведки, а также перевозки личного состава и десантирования посадочным способом морской пехоты.[5]

Кроме СССР, МБР-2 эксплуатировались в КНДР и в Финляндии. 
Пять самолётов было захвачено Финляндией в виде трофеев. Самолеты служили в группах Lelv 15, Lelv 6 и Lelv 12 до ноября 1942 года. Финны использовали их в качестве патрульных, разведчиков, спасателей, также для разбрасывания листовок в районе Ладоги.
В Корею самолеты были переданы официально в 1946 году. В 1950-1951 годах они использовались как ночные бомбардировщики для ударов по позициям южнокорейских и американских войск. 
В СССР МБР-2 стали сниматься с вооружения в 1946 году. Дольше всех на них летал Тихоокеанский флот — до 1950 года.

## Рекорды
- Экипаж военных летчиц (командир старший лейтенант Полина Осипенко, старший лейтенант Вера Ломако и штурман-радист лейтенант Марина Раскова на самолёте МП-1 в 1938 году совершили рекордный беспосадочный перелёт по маршруту Севастополь — Киев — Новгород — Архангельск протяженностью 2 416 км[1].
- Самолёт авиалинии Одесса — Батуми совершил аварийную посадку в акватории Чёрного моря, где в течение девяти суток дрейфовал в штормовых условиях[1].

## В искусстве
- Х/ф «Моряки»  (1939)
- Х/ф «Торпедоносцы» (1983)